# العلاقات الأندورية الجامايكية
العلاقات الأندورية الجامايكية هي العلاقات الثنائية التي تجمع بين أندورا وجامايكا.

## مقارنة بين البلدين
هذه مقارنة عامة ومرجعية للدولتين:
| وجه المقارنة                                              | أندورا                                                     | جامايكا       |
| --------------------------------------------------------- | ---------------------------------------------------------- | ------------- |
| المساحة (كم2)                                             | 468                                                        | 10.99 ألف     |
| عدد السكان (نسمة)                                         | 76.18 ألف                                                  | 2.95 مليون    |
| الكثافة السكانية (ن./كم²)                                 | 16.28 ألف                                                  | 268.43        |
| العاصمة                                                   | أندورا لا فيلا                                             | كينغستون      |
| اللغة الرسمية                                             | اللغة الكتالونية                                           | لغة إنجليزية  |
| العملة                                                    | يورو                                                       | دولار جامايكي |
| الناتج المحلي الإجمالي (بليون دولار)                      | 3.01 مليار                                                 | 14.77 مليار   |
| الناتج المحلي الإجمالي (تعادل القوة الشرائية) بليون دولار |                                                            | 24.79 مليار   |
| الناتج المحلي الإجمالي الاسمي للفرد دولار أمريكي          |                                                            | 5.23 ألف      |
| الناتج المحلي الإجمالي للفرد دولار أمريكي                 |                                                            | 8.88 ألف      |
| مؤشر التنمية البشرية                                      | 0.858                                                      | 0.719         |
| رمز المكالمات الدولي                                      | +376                                                       | +1876         |
| رمز الإنترنت                                              | .ad                                                        | .jm           |
| المنطقة الزمنية                                           | ت ع م+01:00، توقيت وسط أوروبا، ت ع م+02:00، أوروبا/أندورا ‏ | 00            |

## منظمات دولية مشتركة
يشترك البلدان في عضوية مجموعة من المنظمات الدولية، منها:
| علم المنظمة | اسم المنظمة                   | تاريخ انضمام أندورا | تاريخ انضمام جامايكا |
| ----------- | ----------------------------- | ------------------- | -------------------- |
|             | الاتحاد الدولي للاتصالات      | 12 نوفمبر 1993      | 18 فبراير 1963       |
|             | منظمة حظر الأسلحة الكيميائية  | ?                   | ?                    |
|             | يونسكو                        | 20 أكتوبر 1993      | 7 نوفمبر 1962        |
|             | الأمم المتحدة                 | 28 يوليو 1993       | 18 سبتمبر 1962       |
|             | منظمة الشرطة الجنائية الدولية | ?                   | ?                    |

## وصلات خارجية
- موقع وزارة الخارجية الأندورية
- موقع وزارة الخارجية الجامايكية